# Championnat d'Afrique féminin de football 2010
Navigation
Édition précédente Édition suivante
Le Championnat d'Afrique de football féminin 2010 est la septième édition du Championnat d'Afrique de football féminin, une compétition de la Confédération africaine de football (CAF) qui met aux prises les meilleures sélections nationales féminines de football affiliées à la CAF.
L'édition 2010 du Championnat d'Afrique se déroule du 31 octobre au 14 novembre 2010 en Afrique du Sud. De mars à juin 2010, les sélections nationales de 23 pays participent à une phase de qualifications, dans le but de désigner les sept équipes pouvant prendre part au tournoi final en compagnie de l'Afrique du Sud, qualifiée d'office en tant que pays organisateur.
La compétition est remportée par le Nigeria qui bat en finale la Guinée équatoriale sur le score de 4-2. Il s'agit du sixième titre de l'équipe nigériane, favorite de l'épreuve, après ceux obtenus en 1998, 2000, 2002, 2004 et 2006. Il s'agit de la seconde finale pour la Guinée équatoriale, vainqueur de l'édition précédente en 2008. Le pays hôte, l'Afrique du Sud, est éliminée au stade des demi-finales par le Nigeria, et remporte le match pour la troisième place en battant le Cameroun sur le score de 2-0.

## Qualifications
Les qualifications de ce championnat d'Afrique ont lieu du 7 mars au 5 juin. L'Afrique du Sud est qualifiée d'office en tant que pays organisateur.

### Tour préliminaire
| Équipe 1 | Résultat | Équipe 2      | Aller | Retour |
| -------- | -------- | ------------- | ----- | ------ |
| Namibie  | 3 – 2    | Angola        | 2 – 1 | 1 – 1  |
| Botswana | 2 – 7    | RD Congo      | 0 – 2 | 2 – 5  |
| Gabon    | 2 – 5    | Côte d'Ivoire | 1 – 2 | 1 – 3  |
| Sénégal  | 1 – 0    | Maroc         | 0 – 0 | 1 – 0  |
| Éthiopie | 2 – 4    | Tanzanie      | 1 – 3 | 1 – 1  |
| Guinée   | 4 – 3    | Sierra Leone  | 3 – 2 | 1 – 1  |
| Togo     | forfait  | Mali          | –     | –      |
| Kenya    | forfait  | Érythrée      | –     | –      |
| Égypte   | forfait  | Algérie       | –     | –      |

### Premier tour
| Équipe 1      | Résultat | Équipe 2           | Aller | Retour |
| ------------- | -------- | ------------------ | ----- | ------ |
| Algérie       | 2 – 1    | Tunisie            | 1 – 1 | 1 – 0  |
| RD Congo      | 0 – 5    | Cameroun           | 0 – 2 | 0 – 3  |
| Sénégal       | 0 – 4    | Ghana              | 0 – 1 | 0 – 3  |
| Côte d'Ivoire | 2 – 5    | Nigeria            | 1 – 2 | 1 – 3  |
| Guinée        | 2 – 3    | Mali               | 0 – 2 | 2 – 1  |
| Tanzanie      | 11 – 4   | Érythrée           | 8 – 1 | 3 – 3  |
| Namibie       | forfait  | Guinée équatoriale | 1 – 5 | –      |

## Nations qualifiées
Huit équipes participent à la compétition. Le tableau dresse le classement FIFA entre les différentes participantes et leurs places sur le plan mondial.
| Monde | Afrique | Nation             |
| ----- | ------- | ------------------ |
| 27    | 1       | Nigeria            |
| 43    | 2       | Ghana              |
| 57    | 3       | Afrique du Sud     |
| 66    | 4       | Algérie            |
| 70    | 5       | Guinée équatoriale |
| 76    | 8       | Cameroun           |
| 86    | 12      | Mali               |
| 114   | 18      | Tanzanie           |

## Villes et stades retenus
Deux stades sud-africains sont sélectionnés pour accueillir les matchs du Championnat d'Afrique 2010. Le Sinaba Stadium de Benoni accueille la majorité des matchs dont la finale. Le Makulong Stadium de Tembisa accueille deux matchs de la phase de groupes.

## Déroulement de la phase finale
Les rencontres du tournoi se disputent selon les lois du jeu, qui sont les règles du football définies par l'International Football Association Board (IFAB).
La compétition se dispute sur deux tours. Le premier tour se joue par groupes de quatre équipes, la répartition des équipes dans les différents groupes étant déterminée par tirage au sort. Le deuxième tour est une phase à élimination directe.

### Phase de groupes

#### Format et règlement
Au premier tour, les équipes participantes sont réparties en deux groupes de quatre équipes. Chaque groupe se dispute sous la forme d'un championnat. Dans chaque groupe, chaque équipe joue un match contre ses trois adversaires. Les deux premières équipes de chaque poule se qualifient pour les demi-finales, les autres sont éliminées. Le classement des groupes utilise un système de points, où les points suivants sont attribués à chaque match joué :
- 3 points pour un match gagné;
- 1 point pour un match nul;
- 0 point pour un match perdu.

Si à l’issue du premier tour, plusieurs équipes ont le même nombre de points, les buts marqués et encaissés sont pris en compte. Les critères suivants sont utilisés pour déterminer le classement des équipes :
1. Le plus grand nombre de points obtenus
2. La différence de buts entre équipes à égalité sur la rencontre les opposant
3. Le plus grand nombre de buts marqués entre équipes à égalité sur la rencontre les opposant
4. La différence de but entre équipes à égalité comprenant tous les matchs du groupe
5. Le plus grand nombre de buts marqués entre équipes à égalité comprenant tous les matchs du groupe
6. Classement du fair-play.
7. Tirage au sort.

#### Groupe A
| Rang | Équipe         | Pts | J | G | N | P | Bp | Bc | Diff |
| ---- | -------------- | --- | - | - | - | - | -- | -- | ---- |
| 1    | Nigeria        | 9   | 3 | 3 | 0 | 0 | 10 | 1  | +9   |
| 2    | Afrique du Sud | 6   | 3 | 2 | 0 | 1 | 7  | 3  | +4   |
| 3    | Mali           | 3   | 3 | 1 | 0 | 2 | 3  | 11 | -8   |
| 4    | Tanzanie       | 0   | 3 | 0 | 0 | 3 | 3  | 8  | -5   |

| Match | Date              | Lieu    | Équipe 1       | Résultat | Équipe 2       |
| ----- | ----------------- | ------- | -------------- | -------- | -------------- |
| 1     | 31 octobre 2010   | Benoni  | Afrique du Sud | 2 – 1    | Tanzanie       |
| 2     | 1er novembre 2010 | Benoni  | Nigeria        | 5 – 0    | Mali           |
| 5     | 4 novembre 2010   | Benoni  | Afrique du Sud | 1 – 2    | Nigeria        |
| 6     | 4 novembre 2010   | Benoni  | Mali           | 3 – 2    | Tanzanie       |
| 9     | 7 novembre 2010   | Benoni  | Mali           | 0 – 4    | Afrique du Sud |
| 10    | 7 novembre 2010   | Tembisa | Tanzanie       | 0 – 3    | Nigeria        |

#### Groupe B
| Rang | Équipe             | Pts | J | G | N | P | Bp | Bc | Diff |
| ---- | ------------------ | --- | - | - | - | - | -- | -- | ---- |
| 1    | Guinée équatoriale | 7   | 3 | 2 | 1 | 0 | 6  | 3  | +3   |
| 2    | Cameroun           | 7   | 3 | 2 | 1 | 0 | 6  | 4  | +2   |
| 3    | Ghana              | 3   | 3 | 1 | 0 | 2 | 4  | 6  | -2   |
| 4    | Algérie            | 0   | 3 | 0 | 0 | 3 | 2  | 5  | -3   |

| Match | Date            | Lieu    | Équipe 1           | Résultat | Équipe 2           |
| ----- | --------------- | ------- | ------------------ | -------- | ------------------ |
| 3     | 2 novembre 2010 | Benoni  | Guinée équatoriale | 2 – 2    | Cameroun           |
| 4     | 2 novembre 2010 | Benoni  | Algérie            | 1 – 2    | Ghana              |
| 7     | 5 novembre 2010 | Benoni  | Guinée équatoriale | 1 – 0    | Algérie            |
| 8     | 5 novembre 2010 | Benoni  | Ghana              | 1 – 2    | Cameroun           |
| 11    | 8 novembre 2010 | Benoni  | Ghana              | 1 – 3    | Guinée équatoriale |
| 12    | 8 novembre 2010 | Tembisa | Cameroun           | 2 – 1    | Algérie            |

### Phase à élimination directe

#### Format et règlement
Le deuxième tour est disputé sur élimination directe et comprend des demi-finales, un match pour la troisième place et une finale. Les vainqueurs sont qualifiés pour le tour suivant, les perdants éliminés. Si les deux équipes sont à égalité à la fin du temps règlementaire de 90 minutes, une prolongation de deux fois 15 minutes est jouée. Une pause de 5 minutes est observée entre le temps règlementaire et la prolongation. Aucune pause n'est observée entre les deux périodes de la prolongation. Si les deux équipes sont toujours à égalité à la fin de la prolongation, le vainqueur est désigné par l'épreuve des tirs au but.

#### Tableau final
|  | Demi-finales              | Demi-finales              |                        |     | Finale                    | Finale                    |
|  | Demi-finales              | Demi-finales              |                        |     | Finale                    | Finale                    |
|  |                           |                           |                        |     |                           |                           |
|  | 11 novembre 2010 à Benoni | 11 novembre 2010 à Benoni |                        |     | 14 novembre 2010 à Benoni | 14 novembre 2010 à Benoni |
|  | 11 novembre 2010 à Benoni | 11 novembre 2010 à Benoni |                        |     | 14 novembre 2010 à Benoni | 14 novembre 2010 à Benoni |
|  | Nigeria                   | 5                         |                        |     | 14 novembre 2010 à Benoni | 14 novembre 2010 à Benoni |
|  | Nigeria                   | 5                         |                        |     | 14 novembre 2010 à Benoni | 14 novembre 2010 à Benoni |
|  | Cameroun                  | 1                         |                        |     | 14 novembre 2010 à Benoni | 14 novembre 2010 à Benoni |
|  | Cameroun                  | 1                         | Nigeria                | 4   |                           |                           |
|  | 11 novembre 2010 à Benoni |                           | Nigeria                | 4   |                           |                           |
|  |                           | Guinée équatoriale        | 2                      |     |                           |                           |
|  | Guinée équatoriale        | Guinée équatoriale        | 2                      | 3ap |                           |                           |
|  | Guinée équatoriale        |                           |                        | 3ap |                           |                           |
|  | Afrique du Sud            | 0                         |                        |     |                           |                           |
|  | Afrique du Sud            | 0                         | Match pour la 3e place |     |                           |                           |
|  |                           |                           |                        |     |                           |                           |
|  | 14 novembre 2010 à Benoni |                           |                        |     |                           |                           |
|  |                           |                           |                        |     |                           |                           |
|  | Cameroun                  | 0                         |                        |     |                           |                           |
|  | Cameroun                  | 0                         |                        |     |                           |                           |
|  | Afrique du Sud            | 2                         |                        |     |                           |                           |
|  | Afrique du Sud            | 2                         |                        |     |                           |                           |